# برازكورتا
بلدية برازكورتا (بالإسبانية: Brazacorta)‏، هي إحدى بلديات مقاطعة برغش، التي تقع في منطقة قشتالة وليون، والتي تقع في شمال غرب إسبانيا.
يبلغ عدد سكانها 94 نسمة وفقاً لإحصائية سنة (2002).